# Bythinella micherdzinskii
Bythinella micherdzinskii is een slakkensoort uit de familie van de Hydrobiidae. De wetenschappelijke naam van de soort is voor het eerst geldig gepubliceerd in 1980 door Falniowski.